# Ker Cadélac
Ker Cadélac est une marque française de biscuits et de gâteaux.

## Statut
Elle est commercialisée par l'entreprise Paticeo, (appartenant au groupe Roullier).

## Historique
La marque Ker Cadélac a été créée en 1968 par Daniel Kermeur.
En 1976, Ker Cadélac ouvre sa 1re usine de fabrication.
En 1988, l'entreprise étend sa production en faisant l'acquisition d'un 2e atelier à Saint-Tugdual.
En 1996, Ker Cadélac a été rachetée par le Groupe Roullier.
En 2012, l’entreprise reçoit le prix de l’innovation 2012 de Produit en Bretagne pour ses madeleines extra-moelleuses au chocolat.